# 莫诺马霍维奇系
莫诺马霍维奇系是留里克王朝王室的一個分支，該王室分支的始祖是弗拉基米尔·莫诺马赫，他是弗谢沃洛德一世·雅罗斯拉维奇的儿子。莫诺马霍维奇這個名字来源于弗拉基米尔的祖父康斯坦丁九世莫诺马乔斯。